# 罗让
罗让（767年—837年），字景宣，唐朝官员。祖罗怀操。父罗珦，官至京兆尹。
少以文学知名，举进士，元和元年（806年）四月，应制举才识兼茂、明于体用科，与元稹、白居易等同时登第，调补为咸阳县尉。父亲死后，为父守丧，不从四方征辟者十余年。淮南节度使亲自到他家中，聘请他为从事。此后除监察御史，转殿中侍御史，历尚书工部员外郎、给事中。
大和五年（831年）七月，以给事中调为福建观察使、兼御史中丞。迁大理卿。九年（835年）七月，迁左散骑常侍。开成元年（836年）二月一日，为江西观察使、兼御史大夫。二年四月十五日戊申（837年5月23日）卒，年七十一。赠礼部尚书。
子罗劭京，字子峻，进士擢第，又登科。与从弟罗劭权，同知名于当时。

## 延伸阅读
[在维基数据编辑]
 在维基文库阅读此作者作品
 《舊唐書·卷188》，出自刘昫《舊唐書》